# Eugène-François Vidocq
Eugène-François Vidocq (23. července 1775 – 11. května 1857) byl původně francouzský zločinec, později policista a tajný agent, který se stal zakladatelem a velitelem Brigade de Sûreté (1812–1827), první moderní policejní organizace ve Francii. V roce 1833 založil první soukromou detektivní agenturu v Evropě. Je považován za spoluzakladatele mnoha oborů moderní kriminalistiky.

## Filmová a televizní zpracování (výběr)
- La Jeunesse de Vidocq ou Comment on devient policier (Vidocqovo mládí aneb Jak se stát policistou); francouzský krátkometrážní film z roku 1909 byl prvním filmovým zpracováním na námět Vidocqova života; představitel hlavní role Harry Baur si ji zopakoval v roce 1911 v dalším krátkometrážním filmu pod názvem Vidocq; oba filmy režiroval Gérard Bourgeois
- Vidocq (TV seriál), Francie, Německo 1967, Režie: Marcel Bluwal a Claude Loursais, Hrají: Geneviève Fontanel, Serge Gainsbourg, Henri Poirier, Pierre Tornade, Maurice Garrel, Teddy Bilis
- Dobrodružství kriminalistiky (TV seriál) (1. díl Stopa), ČSSR, BRD 1989, Režie: Antonín Moskalyk, Hrají: Boris Rösner a další.
- Fantom Paříže (Vidocq), Francie 2001, Režie: Pitof, Hrají: Gérard Depardieu, Guillaume Canet, Inés Sastre, André Dussollier, Edith Scob, Moussa Maaskri, Isabelle Renauld
- L'Empereur de Paris, Francie, 2018, Režie: Jean-François Richet, Hrají: Vincent Cassel, Olga Kurylenko, Denis Ménochet, August Diehl, atd.[2] V češtině uvedeno pod názvem Vládce Paříže